# Cappella de’ Picenardi
Cappella de’ Picenardi ist eine Gemeinde (comune) in der Lombardei, Italien, mit 404 Einwohnern (Stand 31. Dezember 2023) in der Provinz Cremona. Die Gemeinde liegt etwa 16 Kilometer ostnordöstlich von Cremona.

## Söhne und Töchter
- Ângelo Pignoli (* 1946), italienischer Geistlicher, römisch-katholischer Bischof von Quixadá
- Emílio Pignoli (* 1932), italienischer Geistlicher, emeritierter römisch-katholischer Bischof von Campo Limpo